# Bullas
Bullas è un comune spagnolo di 12 493 abitanti situato nella comunità autonoma di Murcia.